# Harold Hardwick
Harold Hampton Hardwick (* 14. Dezember 1888 in Sydney; † 22. Februar 1959 ebenda) war ein australischer Schwimmer, Boxer und Rugby-Union-Spieler.

## Jugend
Harold wurde in Balmain, einem Stadtteil von Sydney, als Sohn von George Henry Hardwick und seiner Frau Priscilla, geboren. Schon früh begann er mit dem Schwimmen und gewann im Alter von 11 Jahren seine ersten Wettkämpfe. Im Alter von 16 Jahren besuchte er die Fort Street High School und wurde der Meister der Public Schools in Sydney. Er spielte im Rugbyteam der Schule und leitete das Rettungsschwimmer-Team.

## Sportkarriere
Im Jahr 1907 siegte Hardwick über 100 Yards bei den Meisterschaften von New South Wales in einer Zeit von 61,6 Sekunden. 1909 wurde er Zweiter bei den Australasiatischen Meisterschaften über 100 und 880 Yards. Zwei Jahre später wurde er Australasiatischer Meister über 220, 440 und 880 Yards Freistil. Beim Festival of Empire Games 1911 in London, einem Vorläufer der heutigen Commonwealth Games, siegte Hardwick sowohl über 110 Yards Freistil als auch im Schwergewichtsboxen. Nach den Spielen blieb er in England, um an den nationalen Schwimmmeisterschaften teilzunehmen, wo er über 100, 220 und 440 Yards Freistil siegreich war. 1912 wurde er für die kombinierte Delegation von Australien und Neuseeland, die unter dem Namen Australasien bei den Olympischen Sommerspielen 1912 antrat, nominiert. Da Boxen zum einzigen Mal in der olympischen Geschichte nicht Teil der Spiele war, konnte er nur im Schwimmen antreten.
Über 100 Meter Freistil schied er im Halbfinale aus. Über 400 Meter Freistil und 1500 Meter Freistil war er erfolgreicher und gewann in beiden Rennen die Bronzemedaille. Nachdem er im 4 × 200-m-Freistilstaffelrennen zusammen mit Cecil Healy, Leslie Boardman und Malcolm Champion bereits im Vorlauf einen neuen Weltrekord aufgestellt hatte, stellte die Staffel diesen im Finale erneut ein und wurde Olympiasieger.
Nach seiner Rückkehr nach Australien beendete Hardwick seine Schwimmkarriere auf internationaler Ebene, schloss sich dem Manly Surf Club an und nahm an nationalen Meisterschaften teil. Zudem spielte er Rugby Union für den Erstligaclub RUFC Eastern Suburbs.
1914 gewann er im Schwergewicht die nationale Meisterschaft im Amateurboxen und wurde 1915 Profiboxer. Im gleichen Jahr gewann er die nationale Meisterschaft. In einem seiner letzten Profikämpfe 1916 unterlag er Les Darcy. Zu Beginn dieses Kampfes schlug Hardwick zwei Vorderzähne von Darcy aus. Die schnelle Behandlung der Zähne nach dem Kampf entzündeten sich Darcys Zähne, wovon dieser eine Blutvergiftung bekam und im Alter von 21 Jahren verstarb. Man nimmt aber an, dass die Todesursache letztlich eine Lungenentzündung war.

## Militärdienst und späteres Leben

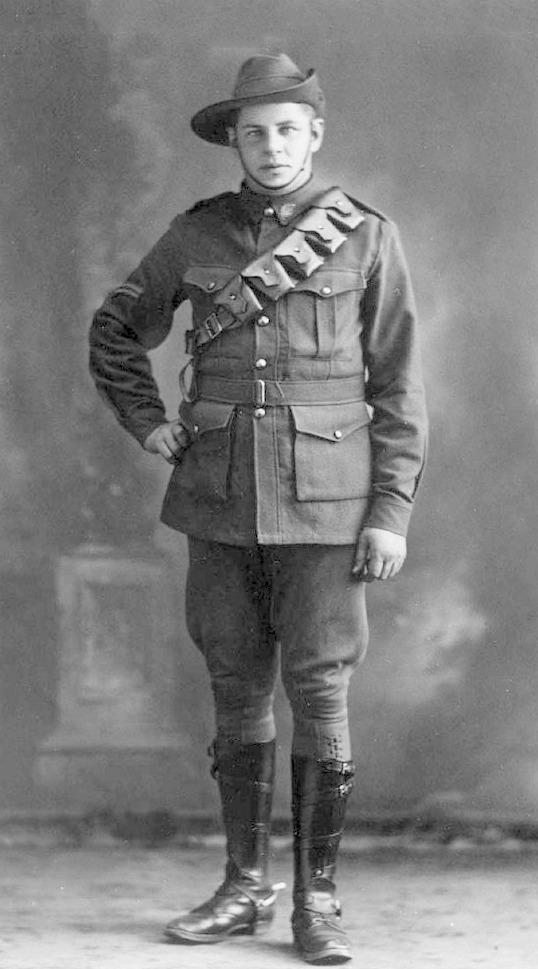
Harold Hardwick 1919

Im August 1917 trat Hardwick der Australian Imperial Force bei und diente im Ersten Weltkrieg mit der Luftwaffe No.2 Signal Squadron als Pionier im Nahen Osten. Im Oktober 1918 wurde er mit Ende des Krieges entlassen. Er unterhielt ab 1921 eine Kommission in der Miliz und diente von 1940 bis 1942 als Oberstleutnant der 1st Cavalry Divisional Signals.
Nach dem Krieg arbeitete er für das New South Wales Education Department und half dabei, die Struktur des Sportunterrichts und der Schwimmprogramme in den Schulen zu etablieren. Er starb am 22. Februar 1959 an einem Koronarverschluss in Rushcutters Bay, Sydney.